# Frank Southall
William Frank Southall (ur. 2 lipca 1904 w Wandsworth – zm. 5 kwietnia 1964 na wyspie Hayling) – brytyjski kolarz szosowy i torowy, trzykrotny medalista olimpijski.

## Kariera
Największe sukcesy w karierze Frank Southall osiągnął w 1928 roku, kiedy zdobył dwa srebrne medale podczas igrzysk olimpijskich w Amsterdamie. Wspólnie z Jackiem Lauterwasserem i Johnem Middletonem zajął drugie miejsce w drużynowej jeździe na czas. Southall drugi był również w rywalizacji indywidualnej, ulegając jedynie Duńczykowi Henry'emu Hansenowi, a wyprzedzając Szweda Göstę Carlssona. Na rozgrywanych cztery lata później igrzyskach w Los Angeles w obu konkurencjach szosowych plasował się w czołówce, ale nie zdobył medalu – był czwarty w drużynie oraz szósty indywidualnie. Sukces odniósł za to na torze, razem z Ernestem Johnsonem, Williamem Harvellem i Charlesem Hollandem zajmując trzecie miejsce w drużynowym wyścigu na dochodzenie. Ponadto w 1931 roku był siódmy w wyścigu ze startu wspólnego amatorów na mistrzostwach świata w Kopenhadze, a pięć lat wcześniej, na mistrzostwach w Mediolanie był jedenasty. W 1938 roku przeszedł na zawodowstwo.